# Dansk Radio Hjælpefond
Dansk Radio Hjælpefond var en fond der udlånte radio og TV til mindrebemidlede. Fonden blev stiftet i 1929 af redaktør Oluf Lund Johansen.
Midlerne kom de første år fra arrangementer i Statsradiofonien, senere fra overfrankering af licensindbetalingskortet. I 1969 startede udsendelsen af programmet med Morgennisserne, hvor fonden samlede penge på fra overfrankering af breve. Blandt morgennisserne kan næves fx Jørn Hjorting og Gunnar Nu Hansen.
Fonden blev nedlagt januar 1996 pga. svigtende indtægter.